# Борово (Пловдивская область)
Борово (болг. Борово) — село в Болгарии. Находится в Пловдивской области, входит в общину Лыки. Население составляет 100 человек.

## Политическая ситуация
Борово подчиняется непосредственно общине и не имеет своего кмета.
Кмет (мэр) общины Лыки — Красимир Славчев Манов (Болгарская социалистическая партия (БСП)) по результатам выборов.